# World Series of Poker 2023
Le World Series of Poker 2023, sono state la 54ª edizione della manifestazione, ci sono stati 95 tornei e l'evento principale è stato vinto dallo statunitense Daniel Weinman.
Le competizioni si sono svolte dal 30 maggio al 18 luglio, in due impianti, Horseshoe e Paris Las Vegas, situati a Las Vegas, (Nevada).
Tutti gli eventi hanno visto l'assegnazione del braccialetto di campione delle World Series of Poker.
Risultato memorabile per tre giocatoriː Chad Eveslage, Josh Arieh e Chris Brewer che conquistano due braccialetti in questa edizione.
Phil Hellmuth si conferma campione incontrastato per numero di vittorie alle WSOP, conquistando il suo diciassettesimo bracciale delle World Series of Poker, all'evento numero 72, il torneo High Roller con 642 partecipanti.

## Evento principale

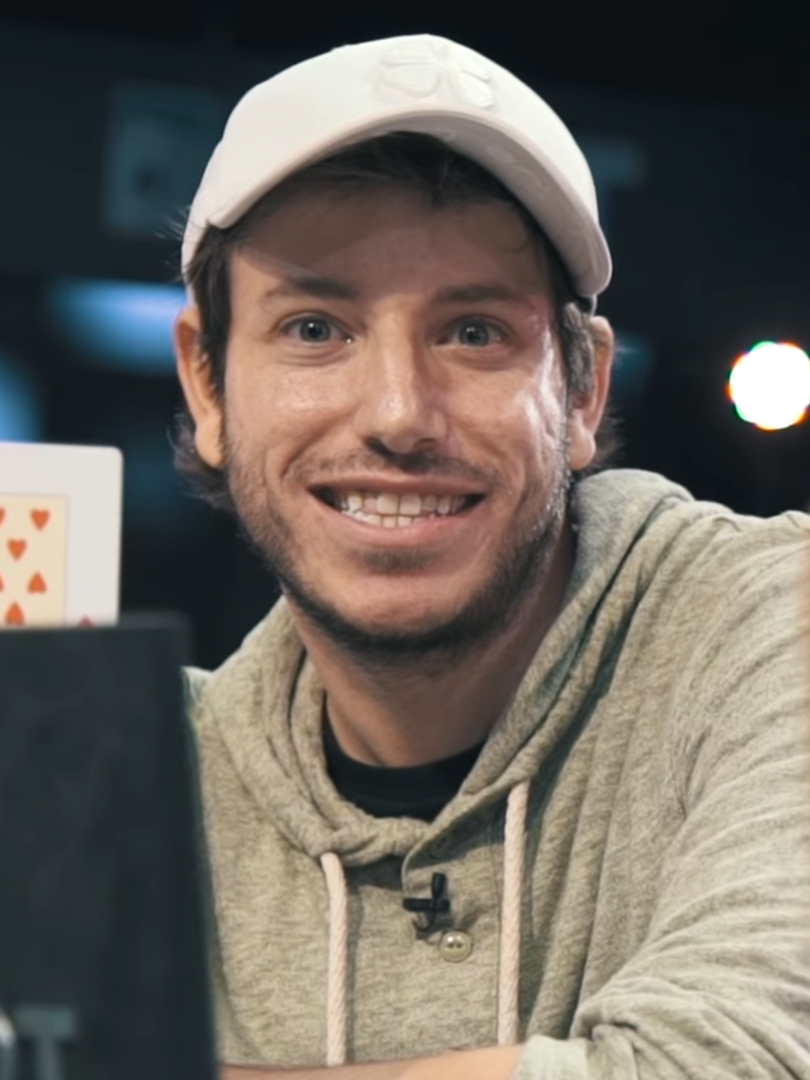
D. Weinman

L'evento numero 76 (10.000̩$ No-Limit Hold'em Main Event), ha registrato una presenza di 10.043 partecipanti, segnando un nuovo record in confronto alle 8.773 presenze registrate nel 2006. Il montepremi dell'evento principale è stato di 93.399.900 dollari e il vincitore del torneo Daniel Weinman, ha ricevuto 12.100.000 dollari, contro i 12 milioni di dollari vinti da Jamie Gold nell'edizione analoga del 2006, record imbattuto per 17 anni.
Da evidenziare il pregevole accesso al final table del bolzanino Daniel Holzner, che ha raggiunto il nono posto con un premio di 900.000 dollari.
Ad oggi sono quattro gli italiani che hanno raggiunto il tavolo finale del Main Event delle World Series of Pokerː Filippo Candio, Federico Butteroni, Dario Sammartino e Daniel Holzner.

## Eventi preliminari
Notaː (braccialetti vinti nel 2023/totale braccialetti vinti alle WSOP)

| High stakes      | Tornei con iscrizione > 10.000$                                                       |
| Eventi esclusivi | Tornei speciali con punteggio non valido per la proclamazione delː Player of the Year |

| #  | Evento                                                 | Partecipanti | Vincitore                                    | Premio      | Runner-up                          |
| -- | ------------------------------------------------------ | ------------ | -------------------------------------------- | ----------- | ---------------------------------- |
| 1  | $500 Casino Employees No-Limit Hold'em                 | 1.015        | Peter Thai (1/1)                             | $75.535     | James Urbanic                      |
| 2  | $25.000 High Roller Six Handed No-Limit Hold'em        | 207          | Alexandre Vuilleumier (1/1)                  | $1.215.864  | Chance Kornuth (0/3)               |
| 3  | $1.000 Mystery Millions No-Limit Hold'em               | 18.188       | Tyler Brown (1/1)                            | $1.000.000  | Guang Chen                         |
| 4  | WSOP Tournament of Champions                           | 741          | Ronnie Day (1/1)                             | $200.000    | Brent Gregory                      |
| 5  | $1.500 Dealers Choice 6-Handed                         | 456          | Chad Eveslage (1/2)                          | $131.879    | Andrew Kelsall (0/1)               |
| 6  | $5.000 Mixed No-Limit Hold'em/Pot-Limit Omaha          | 568          | Michael Moncek (1/2)                         | $534.499    | Fernando Habegger                  |
| 7  | $1.500 Limit Hold'em                                   | 527          | Vadim Shlez (1/1)                            | $146.835    | Rostyslav Sabishchenko             |
| 8  | $25.000 Heads-Up No-Limit Hold'em Championship         | 64           | Chanracy Khun (1/1)                          | $507.020    | Doug Polk (0/3)                    |
| 9  | $1.500 Seven Card Stud                                 | 360          | Nick Schulman (1/4)                          | $110.800    | Andrew Hasdal                      |
| 10 | $10.000 Dealers Choice 6-Handed Championship           | 130          | Chad Eveslage (2/3)                          | $311.428    | Dutch Boyd (0/3)                   |
| 11 | $600 No-Limit Hold'em Deepstack                        | 6.085        | Kenneth O'Donnell (1/1)                      | $351.098    | Jefferson Guerrero                 |
| 12 | $5.000 Freezeout No-Limit Hold'em 8-Handed             | 735          | Jeremy Eyer (1/1)                            | $649.550    | Felipe Ramos                       |
| 13 | $600 Pot-Limit Omaha Deepstack                         | 3.200        | Joseph Altomonte (1/1)                       | $217.102    | Michael Holmes                     |
| 14 | $10.000 Seven Card Stud Championship                   | 130          | Brian Yoon (1/5)                             | $311.433    | Dan Shak                           |
| 15 | $1.500 6-Handed No-Limit Hold'em                       | 2.454        | Rafael Reis (1/1)                            | $465.501    | Daniel Barriocanal                 |
| 16 | $25.000 High Roller No-Limit Hold'em 8-Handed          | 301          | Isaac Haxton (1/1)                           | $1.698.215  | Ryan O'Donnell                     |
| 17 | $1.500 Omaha Hi-Lo 8 or Better                         | 1.143        | Jim Collopy (1/3)                            | $262.542    | Nick Kost (0/1)                    |
| 18 | $300 Gladiators of Poker No-Limit Hold'em              | 23.088       | Jason Simon (1/1)                            | $499.852    | Eric Trexler                       |
| 19 | $2.500 Freezeout No-Limit Hold'em                      | 1.139        | Valentino Konakchiev (1/1)                   | $435.924    | Andres Korn (0/1)                  |
| 20 | $1.500 Badugi                                          | 516          | Michael Rodrigues (1/1)                      | $144.678    | Yingui Li                          |
| 21 | $1.000 Pot-Limit Omaha 8-Handed                        | 2.017        | Stephen Nahm (1/1)                           | $267.991    | Kevin Rand                         |
| 22 | $10.000 Limit Hold'em Championship                     | 134          | Josh Arieh (1/5)                             | $316.226    | Dan Idema (0/3)                    |
| 23 | $50.000 High Roller No-Limit Hold'em                   | 124          | Leon Sturm (1/1)                             | $1.546.024  | Bill Klein                         |
| 24 | $1.500 Razz                                            | 556          | David "ODB" Baker (1/3)                      | $152.991    | Justin Liberto (0/1)               |
| 25 | $10.000 Omaha Hi-Lo 8 or Better Championship           | 212          | Ben Lamb (1/2)                               | $492.795    | James Chen                         |
| 26 | $800 No-Limit Hold'em Deepstack                        | 4.747        | Renji Mao (1/1)                              | $402.588    | Matthew Elsby (0/1)                |
| 27 | $1.500 Eight Game Mix 6-Handed                         | 789          | Shaun Deeb (1/6)                             | $198.854    | Aloísio Dourado                    |
| 28 | $1.500 Freezeout No-Limit Hold'em                      | 2.046        | Benjamin Ector (1/1)                         | $406.403    | Adam Swan                          |
| 29 | $100.000 High Roller No-Limit Hold'em                  | 93           | Jans Arends (1/2)                            | $2.576.729  | Cary Katz                          |
| 30 | $1.500 Limit 2-7 Lowball Triple Draw                   | 522          | John Monnette (1/5)                          | $145.846    | Christopher Chung                  |
| 31 | $600 Mixed No-Limit Hold'em/Pot-Limit Omaha Deepstack  | 2.759        | Scott Dulaney (1/1)                          | $194.155    | Sridhar Sangannagari               |
| 32 | $3.000 6-Handed No-Limit Hold'em                       | 1.241        | Mark Ioli (1/1)                              | $558.266    | Johann Ibanez                      |
| 33 | $10.000 Razz Championship                              | 123          | Jerry Wong (1/1)                             | $298.682    | Carlos Chadha                      |
| 34 | $1.500 Pot-Limit Omaha                                 | 1.355        | Sean Troha (1/2)                             | $298.192    | Ryan Coon                          |
| 35 | $10.000 Secret Bounty No-Limit Hold'em                 | 568          | Chris Klodnicki (1/2)                        | $733.317    | Aram Oganyan                       |
| 36 | $3.000 Nine Game Mix                                   | 361          | Ryutaro Suzuki (1/1)                         | $221.124    | Walter Chambers                    |
| 37 | $2.000 No-Limit Hold'em                                | 1.962        | Yuan Li (1/1)                                | $524.777    | Jonathan Camara                    |
| 38 | $10.000 Limit 2-7 Lowball Triple Draw Championship     | 130          | Benny Glaser (1/5)                           | $311.428    | Oscar Johansson                    |
| 39 | $1.500 Monster Stack No-Limit Hold'em                  | 8.317        | Braxton Dunaway (1/1)                        | $1.162.681  | Colin Robinson                     |
| 40 | $250.000 Super High Roller No-Limit Hold'em            | 69           | Chris Brewer (1/1)                           | $5.293.556  | Artur Martirosian                  |
| 41 | $1.500 Big 0                                           | 1.458        | Scott Abrams (1/1)                           | $315.203    | Robert Williamson III (0/1)        |
| 42 | $800 8-Handed No-Limit Hold'em Deepstack               | 3.773        | Qiang Xu (1/1)                               | $339.377    | Jason Johnson                      |
| 43 | $50.000 Poker Players Championship                     | 99           | Brian Rast (1/6)                             | $1.324.747  | Talal Shakerchi                    |
| 44 | $3.000 No-Limit Hold'em                                | 1.735        | Yang Zhang (1/1)                             | $717.879    | Aram Oganyan                       |
| 45 | $1.500 Mixed Omaha Hi-Lo                               | 1.091        | William Leffingwell (1/1)                    | $253.651    | Zhen Cai                           |
| 46 | $500 Freezeout No-Limit Hold'em                        | 5.342        | Jay Lockett (1/1)                            | $262.526    | Jie Fu                             |
| 47 | $1.500 H.O.R.S.E.                                      | 836          | Yuri Dzivielevski (1/3)                      | $207.688    | Randy Ohel (0/1)                   |
| 48 | $1.000 Seniors No-Limit Hold'em Championship           | 8.180        | Lonnie Hallett (1/1)                         | $765.731    | Billy Baxter (0/7)                 |
| 49 | $1.500 Super Turbo Bounty No-Limit Hold'em             | 2.226        | Pengfei Wang (1/1)                           | $270.700    | Will Linden                        |
| 50 | $10.000 Pot-Limit Omaha Championship                   | 731          | Lou Garza (1/1)                              | $1.309.232  | Arthur Morris                      |
| 51 | $1.000 Tag Team No-Limit Hold'em                       | 1.282        | Michael Savakinas (1/1) Satoshi Tanaka (1/1) | $190.662    | Vincent Moscati Tanner Bibat (0/2) |
| 52 | $2.500 Mixed Triple Draw Lowball                       | 353          | Nick Pupillo (1/1)                           | $181.978    | Ryan Moriarty                      |
| 53 | $1.500 Millionaire Maker No-Limit Hold'em              | 10.416       | Pavel Plesuv (1/1)                           | $1.201.564  | Florian Ribouchon                  |
| 54 | $10.000 H.O.R.S.E. Championship                        | 185          | Mike Gorodinsky (1/3)                        | $422.747    | Alex Livingston (0/1)              |
| 55 | $1.500 Seven Card Stud Hi-Lo 8 or Better               | 566          | Marcin Horecki (1/1)                         | $155.275    | Mike Matusow (0/4)                 |
| 56 | $500 Salute to Warriors No-Limit Hold'em               | 4.303        | Steven Genovese (1/1)                        | $217.921    | Kelly Gall                         |
| 57 | $25.000 High Roller Pot-Limit Omaha                    | 449          | Ka Kwan Lau (1/1)                            | $2.294.756  | Sergio Martinez Gonzalez           |
| 58 | $3.000 6-Handed Limit Hold'em                          | 263          | Jason Daly (1/1)                             | $165.250    | Brent Mutter                       |
| 59 | $3.000 Freezeout No-Limit Hold'em                      | 1.598        | Robert Schulz (1/1)                          | $675.275    | Julien Sitbon                      |
| 60 | $1.500 No-Limit 2-7 Lowball Draw                       | 548          | Jason Mercier (1/6)                          | $151.276    | Mike Watson                        |
| 61 | $1.000 Super Seniors No-Limit Hold'em                  | 3.121        | Klaus Ilk (1/1)                              | $371.603    | Ronald Lane                        |
| 62 | $1.500 Mixed No-Limit Hold'em/Pot-Limit Omaha          | 2.076        | David Simon (1/1)                            | $410.659    | David Prociak (0/1)                |
| 63 | $10.000 Seven Card Stud Hi-Lo 8 or Better Championship | 141          | Ryan Miller (1/1)                            | $344.677    | Bryn Kenney (0/1)                  |
| 64 | $600 Deepstack Championship No-Limit Hold'em           | 4.303        | David Guay (1/1)                             | $270.972    | John Taylor                        |
| 65 | $5.000 6-Handed No-Limit Hold'em                       | 1.199        | Weiran Pu (1/1)                              | $938.244    | Norbert Szecsi (0/3)               |
| 66 | $1.500 Pot-Limit Omaha Hi-Lo 8 or Better               | 1.125        | William Kopp (1/1)                           | $259.549    | Michael Rodrigues (1/1)            |
| 67 | $10.000/$1.000 Ladies No-Limit Hold'em Championship    | 1.295        | Tamar Abraham (1/1)                          | $192.167    | Shiina Okamoto                     |
| 68 | $1.000 Super Turbo Bounty No-Limit Hold'em             | 2.824        | Gabriel Schroeder (1/1)                      | $228.632    | Joel Wertheimer                    |
| 69 | $10.000 No-Limit 2-7 Lowball Draw Championship         | 154          | Chris Brewer (2/2)                           | $367.599    | Alex Livingston (0/1)              |
| 70 | $400 Colossus No-Limit Hold'em                         | 15.894       | Moshe Refaelowitz (1/1)                      | $501.120    | Dae Woong Song                     |
| 71 | $50.000 High Roller Pot-Limit Omaha                    | 200          | Jesse Lonis (1/2)                            | $2.303.017  | Tyler Smith (0/1)                  |
| 72 | $10.000 Super Turbo Bounty No-Limit Hold'em            | 642          | Phil Hellmuth (1/17)                         | $803.818    | Justin Zaki                        |
| 73 | $2.500 Mixed Big Bet Event                             | 377          | Julio Belluscio (1/1)                        | $190.240    | Federico Quevedo                   |
| 74 | $1.000 Mini Main Event No-Limit Hold'em                | 5.257        | Bradley Gafford (1/1)                        | $549.555    | Joshua Reichard                    |
| 75 | $10.000 Pot-Limit Omaha Hi-Lo 8 or Better Championship | 277          | Hassan Kamel (1/1)                           | $598.613    | Ryan Hoenig                        |
| 76 | $10.000 Main Event No-Limit Hold'em                    | 10.043       | Daniel Weinman (1/2)                         | $12.100.000 | Steven Jones                       |
| 77 | $777 Lucky 7's No-Limit Hold'em                        | 7.300        | Shawn Daniels (1/1)                          | $777.777    | Julien Montois                     |
| 78 | $1.500 Bounty Pot-Limit Omaha                          | 1.214        | Thomas Skaggs (1/1)                          | $171.742    | David Hu                           |
| 79 | $2.500 No-Limit Hold'em                                | 2.068        | Samuel Bernabeu (1/1)                        | $682.436    | James Anderson (0/1)               |
| 80 | $25.000 High Roller H.O.R.S.E.                         | 112          | Josh Arieh (2/6)                             | $711.313    | Dan Heimiller (0/2)                |
| 81 | $600 Ultra Stack No-Limit Hold'em                      | 7.207        | Joseph Roh (1/1)                             | $401.250    | Denny Lee                          |
| 82 | $3.000 6-Handed Pot-Limit Omaha                        | 1.013        | Matthew Parry (1/1)                          | $480.122    | Dustin Goldklang                   |
| 83 | $1.500 Short Deck No-Limit Hold'em                     | 363          | Thai Ha (1/1)                                | $111.170    | David Prociak (0/1)                |
| 84 | $50.000 High Roller No-Limit Hold'em                   | 176          | Alex Kulev (1/1)                             | $2.087.073  | Gergely Kulcsár                    |
| 85 | $1.500 Shootout No-Limit Hold'em                       | 987          | Faraz Jaka (1/1)                             | $237.367    | Michael Finstein                   |
| 86 | $1.979 Poker Hall of Fame Bounty No-Limit Hold'em      | 1.417        | Diego Ventura (1/1)                          | $402.054    | Thomas Kysar                       |
| 87 | $2.500 Mixed                                           | 460          | Bradley Smith (1/1)                          | $221.733    | Nghia Le                           |
| 88 | $1.500 The Closer No-Limit Hold'em                     | 3.531        | Pierre Shum (1/1)                            | $606.810    | Peter Nigh                         |
| 89 | $1.000 Flip & Go No-Limit Hold'em                      | 1.024        | Dong Meng (1/1)                              | $160.490    | Wesley Fei                         |
| 90 | $10.000 6-Handed No-Limit Hold'em Championship         | 550          | Alexandre Reard (1/2)                        | $1.057.663  | Stephen Chidwick (0/1)             |
| 91 | $3.000 H.O.R.S.E.                                      | 331          | Ryan Miller (2/2)                            | $208.460    | Leonard August                     |
| 92 | $1.000 Freezeout No-Limit Hold'em                      | 1.710        | Kang Hyun Lee (1/1)                          | $236.741    | Eric Mizrachi                      |
| 93 | $10.000 Short Deck No-Limit Hold'em                    | 106          | Martin Nielsen (1/1)                         | $270.160    | Hong Wei Yu                        |
| 94 | $5.000 8-Handed No-Limit Hold'em                       | 1.301        | Christian Roberts (1/1)                      | $154.359    | Michael Haberman                   |
| 95 | $1.000 Super Turbo No-Limit Hold'em                    | 954          | Nipun Java (1/3)                             | $195.151    | Michael Jozoff                     |

### Tavolo Finale - evento 76
| Name                | N° di Chips (percentage of total) | WSOP Braccialetti | WSOP ITM (a premio)* | WSOP Guadagno* |
| ------------------- | --------------------------------- | ----------------- | -------------------- | -------------- |
| Adam Walton         | 143.800.000 (23.9%)               | 0                 | 20                   | $265.147       |
| Steven Jones        | 90.300.000 (15.0%)                | 0                 | 23                   | $130.751       |
| Daniel Weinman      | 81.700.000 (13.6%)                | 1                 | 69                   | $1.298.605     |
| Jan-Peter Jachtmann | 74.600.000 (12.4%)                | 1                 | 17                   | $923.980       |
| Juan Maceiras       | 68.000.000 (11.3%)                | 0                 | 2                    | $5.483         |
| Ruslan Prydryk      | 50.700.000 (8.4%)                 | 0                 | 1                    | $6.207         |
| Dean Hutchison      | 41.700.000 (6.9%)                 | 0                 | 17                   | $130.239       |
| Daniel Holzner      | 31.900.000 (5.3%)                 | 0                 | 1                    | $4.070         |
| Toby Lewis          | 19.800.000 (3.3%)                 | 0                 | 48                   | $874.216       |

### Risultati - evento 76
| Posizione | Nominativo          | Premio      |
| --------- | ------------------- | ----------- |
| 1°        | Daniel Weinman      | $12.100.000 |
| 2°        | Steven Jones        | $6.500.000  |
| 3°        | Adam Walton         | $4.000.000  |
| 4°        | Jan-Peter Jachtmann | $3.000.000  |
| 5°        | Ruslan Prydryk      | $2.400.000  |
| 6°        | Dean Hutchison      | $1.850.000  |
| 7°        | Toby Lewis          | $1.425.000  |
| 8°        | Juan Maceiras       | $1.125.000  |
| 9°        | Daniel Holzner      | $900.000    |